# Drosophila mayri
Drosophila mayri är en tvåvingeart som beskrevs av Mather och Theodosius Grigorievich Dobzhansky 1962. Drosophila mayri ingår i släktet Drosophila och familjen daggflugor.
Artens utbredningsområde är Nya Guinea.